# ひょうろく
ひょうろく（1987年〈昭和62年〉7月7日 - ）は、日本のお笑い芸人、俳優。鹿児島県奄美大島生まれ、鹿児島県鹿児島市吉野町出身。本名は白澤 直樹（）。

## 略歴
鹿児島工業高等専門学校を卒業後、千葉県の建築会社で、設計や営業のサラリーマンをしていた。元々お笑いは好きだったが、特に芸人になりたいという感じではなかったという。そのような中、2012年（平成24年）に高校の同級生だった橋口ひとしに誘われ、お笑いコンビ「ナリタブライアン」）を結成。後にコンビ名を「ジュウジマル」に改める。当時は浅井企画に所属していた。
2020年（令和2年）春、さらば青春の光のYouTube企画「30分以内に事務所に来た芸人にギャラ1万円をプレゼント」に応じて、終了時間から20分過ぎていたにもかかわらずザ・森東の事務所を訪れ、その際の振る舞いがきっかけで、さらばのYouTubeチャンネルによく出演するようになった。
M-1グランプリでは2019年大会で3回戦まで進出したが、2020年（令和2年）12月にコンビ解散。
フリーのピン芸人となり、さらば青春の光のマネージャーであるヤマネヒロマサが窓口を担当するようになった。ザ・森東に所属はしておらず、2025年時点もフリーで活動中。
2022年（令和4年）10月にバラエティ番組『水曜日のダウンタウン』（TBSテレビ）に小峠英二（バイきんぐ）の替え玉役として出演し、以後同番組にたびたび出演。そのことから替え玉というあだ名がついた。
2025年（令和5年）、『べらぼう〜蔦重栄華乃夢噺〜』で大河ドラマ初出演し、松前廣年役を演じた。

## 人物
ひょうろくという芸名は、芸名が欲しいという相談中に兵六餅をたまたま持っていた菓子好きな者から、ひょうろくで良くない？と提案され承諾したことで決定し、兵六餅の名称やパッケージの元になっている大石兵六夢物語が地元である鹿児島市吉野の話だということは後から知った。
2025年（令和7年）には7月7日から8日の2日間、鹿児島市ふるさと納税PR部長に任命され、鹿児島市に所在する酒造会社・相良酒造の大石兵六夢物語にちなんだ焼酎「兵六どん」のひょうろく限定ラベル版も、ふるさと納税返礼品として発売され試飲した。
アルコールは全く飲めない。2020年（令和2年）、ジュウジマルが解散する前後の頃、原因不明の病気にかかって緊急入院し、酒は飲まないにもかかわらず肝臓の値が普通の人の10倍以上になったということで、身体が動かなくなるという命の危機を経験した。
サラリーマン経験があり簡単なエクセルの作業ができる。

## 出演

### テレビ
- 櫻井・有吉 THE夜会（TBS系列） - ジュウジマル時代に、当時の事務所の先輩に当たるみやぞんが仲良くしている後輩として出演
- 水曜日のダウンタウン（TBS系列）
- ダウンタウンDX（読売テレビ、日本テレビ系列）
- ゴッドタン（テレビ東京）
- 歩道・車道バラエティ 道との遭遇（2023年4月19日・6月21日・7月11日・9月12日、CBCテレビ）
- 〜なぜここにいるの?〜ごみ物語（2023年9月15日、テレビ朝日）
- 闇プロモーター粗品（2023年12月28日、テレビ朝日）
- ミッドナイト競輪（2024年5月24日、ABEMA）
- ゼロイチファミリアは褒められたい（2024年8月20日、毎日放送）
- オールスター後夜祭（2024年10月6日、TBSテレビ）
- 耳の穴かっぽじって聞け!（2024年10月16日、テレビ朝日）
- サンデーPUSHスポーツ（2024年10月27日、日本テレビ）
- 森香澄の全部嘘テレビ（2024年10月30日、テレビ朝日）
- ベストヒット歌謡祭特別編 ヒット曲をバズリ動画で大解剖（2024年11月9日、読売テレビ）
- 充電20%旅〜ギリギリスマホジャーニー〜（2024年11月23日・30日、中京テレビ）
- 1万人に聞いたらピンチ解決しちゃいました（2024年11月23日、テレ東）
- ガウディがやってきた「キリトリ✂︎ストーリー」（2025年1月1日深夜、読売テレビ）[14][15]
- ひょうろく旅48h（2025年1月18日、BSテレ東） - 初冠番組[16]
- NHK競馬中継（2025年5月11日、NHK）

### ドラマ
- コンビニ★ヒーローズ〜あなたのSOSいただきました!!〜 5話（2022年11月7日、カンテレ）
- 引っ越し探偵サクラ（2024年3月25日 - 4月5日、テレビ東京）[17]
- そんな家族なら捨てちゃえば?（2024年7月 - 9月、カンテレ）[18] - レンタル彼女の客
- GO HOME〜警視庁身元不明人相談室〜 最終話（2024年9月28日、日本テレビ） - ディレクター 役[19]
- 素晴らしき哉、先生! 第7話（2024年9月29日、ABCテレビ・テレビ朝日系） - 教団員 役[20]
- Qrosの女 スクープという名の狂気 第3話（2024年10月21日、テレ東） - 和菓子屋店主 役[21]
- コンシェルジュの水戸倉さん（2025年3月20日、BS日テレ） - 主演・水戸倉亘 役[22]
- 天久鷹央の推理カルテ 第2話（2025年4月29日、テレビ朝日） - 警備員 役[23]
- イグナイト -法の無法者- 第3話（2025年5月2日、TBS） - 関口 役[24]
- 大河ドラマ べらぼう〜蔦重栄華乃夢噺〜 第22回 - 第27回（2025年6月8日 - 7月13日、NHK） - 松前廣年 役[12]
- 日本統一 東京編 （2025年7月3日 - 、テレビ東京） - 宅間茂雄 役[25]
- 愛はスパイス（2025年7月20日、テレビ東京）

### 映画
- 牙狼＜GARO＞ TAIGA

### CM
- マース ジャパン「スニッカーズ」（2016年）[26]
- 中外製薬（2020年） - TBSラジオ限定 CM・鹿児島出身就活生役
- 三和シヤッター工業（2023年 - ）[27]
- LINEMO「#ラインモの大クセ到来ンモ」（2023年）[28]
- 東宝「ディア・ファミリーをひょうろくが見たら凄いことになりました」（2024年 - ）
- サントリー食品インターナショナル「伊右衛門 一択屋」（2024年）[29]
- NTTコノキュー「ロストアニマルプラネット」（2024年）
- アイリスオーヤマ「マジカリーナ」「リンサークリーナー」（2024年 - ）[30]
- オッズパーク「オッズパーク競輪」（2024年）[31]
- 日本マクドナルド「ポテナゲ」（2025年 - ）
- ハピラト【友達AIアプリ】（2025年）ひょうろくAI
- TEMPOLY「お店探しはテンポリー？」篇（2025年）
- アバター: 伝説を刻む者（2025年）
- イースト駅前クリニック（2025年）

### ラジオ
- ひょうろくのきんごきんごラジオ（ - 2021年9月19日、練馬放送）[32]

### ミュージックビデオ
- THE 南無ズ「てら・テラ・寺」（2020年） - 小坊主軍団
- THE 南無ズ「南無ずっきゅん♡」（2021年） - 小坊主軍団
- 愛のメモリー - 松崎しげる 門田樹監督作（2024年）
- THE CHERRY COKE$「PEACE ISLAND」（2024年）
- ウルトラ寿司ふぁいやー「パリピじゃ☆Night」（2024年）

### WEB
- さらば青春の光 森田哲矢 制作総指揮『劇場版 ペンション殺人事件』（2021年10月7日、U-NEXT）
- HITOSHI MATSUMOTO presents ドキュメンタル（2023年、Amazon Prime Video） - シーズン13出演
- インシデンツ2（2024年、DMM TV）
- 【密着】芸人ひょうろく。高卒で年収500万の会社員から、フリー芸人になった理由。（2024年10月4日、YouTube）[4]
- さらば青春の光の100億プロジェクト（2025年、YouTube） - ロケ

### 書籍
- anan（アンアン） 2024年11月20日号 No.2422[トレンド大賞 2024]（2024年11月13日）
- MONOQLO（モノクロ） 2025年1月号（2024年11月19日）

### グッズ
- ひょうろく カプセルフィギュアコレクション（2025年、バンダイ ガシャポン）

### 舞台
- ザ・森東《株主総会2021》（2021年12月4日、東京・有楽町よみうりホール）
- ザ・森東 《第9期株主総会》（2023年1月13日、TOKYO DOME CITY HALL）
- ザ・森東《第10期株主総会》（2024年1月12日、東京国際フォーラム ホールA）
- CASIO Moflin（モフリン）新製品発表会（2024年）
- THE SMOKING LOUNGE by Ploom 高野正成 / ひょうろく（2025年7月5日、THE SMOKING LOUNGE by Ploom）